# Harney Peak
Harney Peak – szczyt w Stanach Zjednoczonych, w stanie Dakota Południowa. Należy do łańcucha górskiego Black Hills. Jego wierzchołek położony na wysokości 2207 m n.p.m. jest najwyższym punktem w Dakocie Południowej. Na szczycie znajduje się porzucona murowana wieża.

## W kulturze
W wizji Czarnego Łosia jest to Góra Kosmiczna, oś świata. Na jej szczycie Czarny Łoś przeżył jedną z faz kulminacyjnych swojej wizji - zrozumiał istotę kosmosu i prawdziwą naturę rzeczy.